# 長眼岩遊䲁
長眼岩遊䲁（學名：Enneanectes macrops），為輻鰭魚綱䲁形目三鰭䲁科岩遊䲁屬的一個種，分布於東太平洋墨西哥海域，深度1至12公尺，本魚頭部寬闊，身體強健，眼大，眼上方有分支狀觸鬚，頸背無觸鬚，眼後方有小而緊密的刺，上顎兩側沒有牙齒，頭頂和鰓蓋上緣有刺，鱗片中等到大，縱向排列31-33片，頭部無鱗片，側線2段，稍重疊，前部的鱗片有孔16-18枚，後部的鱗片有缺口17-20枚，身體上有4條不規則的深色橫帶，頭部在眼下有兩條深色橫帶，鰓蓋大部分是深色，尾根頂部有白色條紋，背鰭3個，背鰭硬棘14-16枚、背鰭軟條8-10枚、臀鰭硬棘2枚、臀鰭軟條16-18枚，體長可達4.3分，成魚棲息在礁石區，雌魚產附著性卵在藻類築的巢，雄魚會守護卵，幼魚為浮游性，生活習性不明。